# Leichtathletik-Halleneuropameisterschaften 2019/Teilnehmer (Island)
| Gelbes Symbol für Goldmedaillen mit stilisierten Olympischen Ringen | Graues Symbol für Silbermedaillen mit stilisierten Olympischen Ringen | Braundes Symbol für Bronzemedaillen mit stilisierten Olympischen Ringen |
| ------------------------------------------------------------------- | --------------------------------------------------------------------- | ----------------------------------------------------------------------- |
| —                                                                   | —                                                                     | —                                                                       |

Aus Island starteten eine Athletin und ein Athlet bei den Leichtathletik-Halleneuropameisterschaften 2019 in Glasgow.

## Ergebnisse

### Frauen

#### Sprung/Wurf
| Athletin              | Disziplin  | Qualifikation | Qualifikation | Finale             | Finale             |
| Athletin              | Disziplin  | Weite         | Platz         | Weite              | Platz              |
| --------------------- | ---------- | ------------- | ------------- | ------------------ | ------------------ |
| Hafdís Sigurðardóttir | Weitsprung | 6,34 m        | 16            | nicht qualifiziert | nicht qualifiziert |

### Männer

#### Laufdisziplinen
| Athlet           | Disziplin | Vorlauf     | Vorlauf | Halbfinale | Halbfinale | Finale             | Finale             |
| Athlet           | Disziplin | Zeit        | Platz   | Zeit       | Platz      | Zeit               | Platz              |
| ---------------- | --------- | ----------- | ------- | ---------- | ---------- | ------------------ | ------------------ |
| Hlynur Andrésson | 3000 m    | 8:06,97 min | 23      | –––        | –––        | nicht qualifiziert | nicht qualifiziert |